# Piano Man (Lied)

Billy Joel im typischen Stil des „Piano Man“

Piano Man ist ein Rocksong des US-amerikanischen Musikers Billy Joel aus dem Jahr 1973. Er war sein erster großer kommerzieller Erfolg und begründete seinen Beinamen „Piano Man“.

## Komposition und Text
Das Stück hat die Grundtonart C-Dur und wird im 6/8-Takt gespielt. Es beginnt mit einem kurzen jazzigen Klavierthema, gefolgt von einem Intro mit Klavier und Mundharmonika. Das Stück hat die Form Intro, Strophe, Strophe, Überleitung zum Refrain (eine Oktave höher gesungen), Refrain. Die Strophen und der anschließende Refrain enthalten einen Walking Bass, welcher auf ein C endet und einen Turnaround von D nach G besitzt. Joels 1973 veröffentlichte Version enthält Klavier, Harmonika, Bassgitarre, Schlagzeug und Gesang.
Der Song beschreibt die Gäste einer Bar aus der Sicht des Klavierspielers Bill, der während des Spielens die Menschen beobachtet. Zu den beschriebenen Anwesenden gehören unter anderem ein alter Stammgast, der Barkeeper John, die Kellnerin sowie die Stammgäste Paul, ein Immobilienmakler, der sich als Buchautor ausgibt, und Davy, ein alternder Navy-Soldat. Gemeinsam haben diese Personen eine Reihe unerfüllter Wünsche und Träume; die Aufgabe des Pianisten sei es, die Probleme der Menschen für eine Weile vergessen zu machen.
Im Refrain, in dem die Anwesenden in Form des in Bars typischen Mitsingens im Chor zu Wort kommen, heißt es „Sing us a song, you’re the piano man. / Sing us a song, tonight. / Well, we’re all in the mood for a melody, / and you’ve got us feeling alright.“ („Sing uns ein Lied, du bist der Barpianist. / Sing uns heute Abend ein Lied. / Wir sind alle in der Stimmung für eine Melodie, / und du sorgst dafür, dass wir uns gut fühlen.“)

## Hintergrund
Nach eigenen Angaben des Künstlers ist Piano Man eine fiktionale Erzählung über Joels eigene Zeit als Klavierspieler in verschiedenen Bars in Los Angeles nach dem Misserfolg seines Debütalbums Cold Spring Harbor. Zur selben Zeit versuchte Joel, aus dem für ihn ungünstigen Vertrag mit dem Musiklabel Family Productions zu kommen. Während sich der Künstler nach eigenen Angaben unter dem Pseudonym Bill Martin in verschiedenen Bars versteckte, versuchte seine neue Plattenfirma Columbia Records den Vertrag mit Family Productions zu lösen. Der Name des lyrischen Ichs, „Bill“, ist somit ebenfalls eine Reverenz an Joels Vergangenheit.

## Veröffentlichungen
Der Song wurde am 2. November 1973 als Single sowie danach als zweiter Titel des gleichnamigen Erfolgsalbums Piano Man veröffentlicht. Später erschien das Lied auf verschiedenen Greatest-Hits-Zusammenstellungen, unter anderem auf The Essential Billy Joel.
Bevor Piano Man als Single erschien, kürzten die Verantwortlichen das ihnen mit 5:38 Minuten zu lang erscheinende Lied um zwei Strophen. Diese Tatsache griff Billy Joel in seinem 1974 veröffentlichten Stück The Entertainer auf, in dem es heißt „It was a beautiful song, but it ran too long. / If you’re gonna have a hit, you gotta make it fit. / So they cut it down to 3:05.“ („Es war ein schönes Lied, aber es lief zu lang / Und wenn du einen Hit landen willst, musst du es passend machen. / Also schnitten sie es auf 3:05 Minuten.“)

## Erfolg und Rezeption
Piano Man zählt zu Billy Joels größten Erfolgen. Bei seiner Veröffentlichung belegte das Lied den 25. Platz der US-amerikanischen Billboard-Charts und entwickelte sich im Laufe der Jahre zum Markenzeichen des Künstlers, der seitdem den Spitznamen „Piano Man“ trägt. So wurde beispielsweise die erste Face to Face Tour Joels zusammen mit Elton John mit Rocket Man meets Piano Man umschrieben und somit die Beinamen der beiden Künstler, jeweils durch einen populären Song entstanden, aufgegriffen. Piano Man belegt den 421. Platz in der 2004 erschienenen Liste der 500 besten Songs aller Zeiten der Pop-Zeitschrift Rolling Stone.
Auf seinem 2003 erschienenen Album Poodle Hat veröffentlichte der US-amerikanische Musiker Weird Al Yankovic eine Parodie des Titels als Ode to a Superhero, in dem Yankovic die Ereignisse des ersten Spider-Man-Filmes chronologisch aufarbeitet. Zudem wurde das Lied bei Spielen des australischen Fußballvereins Newcastle United Jets parodiert, wenn die Fans bei einer Einwechslung oder guten Aktionen des Stürmers Mário Jardel sangen „Score us a goal, Super Mario, / Score us a goal, tonight. / We 're all in the mood for a victory, / And you got us feelin’ alright.“ („Schieß uns ein Tor, Super Mario. / Schieß uns heute Abend ein Tor. / Ja, wir sind alle in der Stimmung für einen Sieg, / und du sorgst dafür, dass wir uns gut fühlen.“)

### Chartplatzierungen
| ChartsChartplatzierungen       | Höchstplatzierung | Wochen |
| ------------------------------ | ----------------- | ------ |
| Vereinigte Staaten (Billboard) | 25 (14 Wo.)       | 14     |

### Auszeichnungen für Musikverkäufe
| Land/Region                  | Auszeichnungen für Musikverkäufe (Land/Region, Auszeichnung, Verkäufe) | Verkäufe  |
| ---------------------------- | ---------------------------------------------------------------------- | --------- |
| Dänemark (IFPI)              | Platin                                                                 | 90.000    |
| Deutschland (BVMI)           | Gold                                                                   | 250.000   |
| Mexiko (AMPROFON)            | Gold                                                                   | 30.000    |
| Neuseeland (RMNZ)            | 5× Platin                                                              | 150.000   |
| Spanien (Promusicae)         | Platin                                                                 | 60.000    |
| Vereinigte Staaten (RIAA)    | 8× Platin                                                              | 8.000.000 |
| Vereinigtes Königreich (BPI) | 2× Platin                                                              | 1.200.000 |
| Insgesamt                    | 2× Gold · 17× Platin ·                                                 | 9.780.000 |

Hauptartikel: Billy Joel/Auszeichnungen für Musikverkäufe